# 汉归义羌长印
汉归义羌长印是中国国家博物馆所收藏的一级文物，一枚汉朝对归附朝廷的羌人部落首领颁发的印章。
1953年（一說1959年）时，在新疆维吾尔自治区沙雅县的乌什喀特古城遗址（今属新和县）发现出土。此印為銅質，高約3.5釐米，印章底面四邊形，每邊長2.3釐米，印面用陰刻有“漢歸義羌長”五個篆文。

### 引用
1. ↑  记者：王瑟. . 光明网，来源：《光明日报》（2019年05月13日09版）. 2019-05-13  [2025-08-17] （简体中文）.
2. ↑  . 中国国家博物馆

### 书籍
- 《中國歷史大辭典》第914頁